# Garrison Point Fort

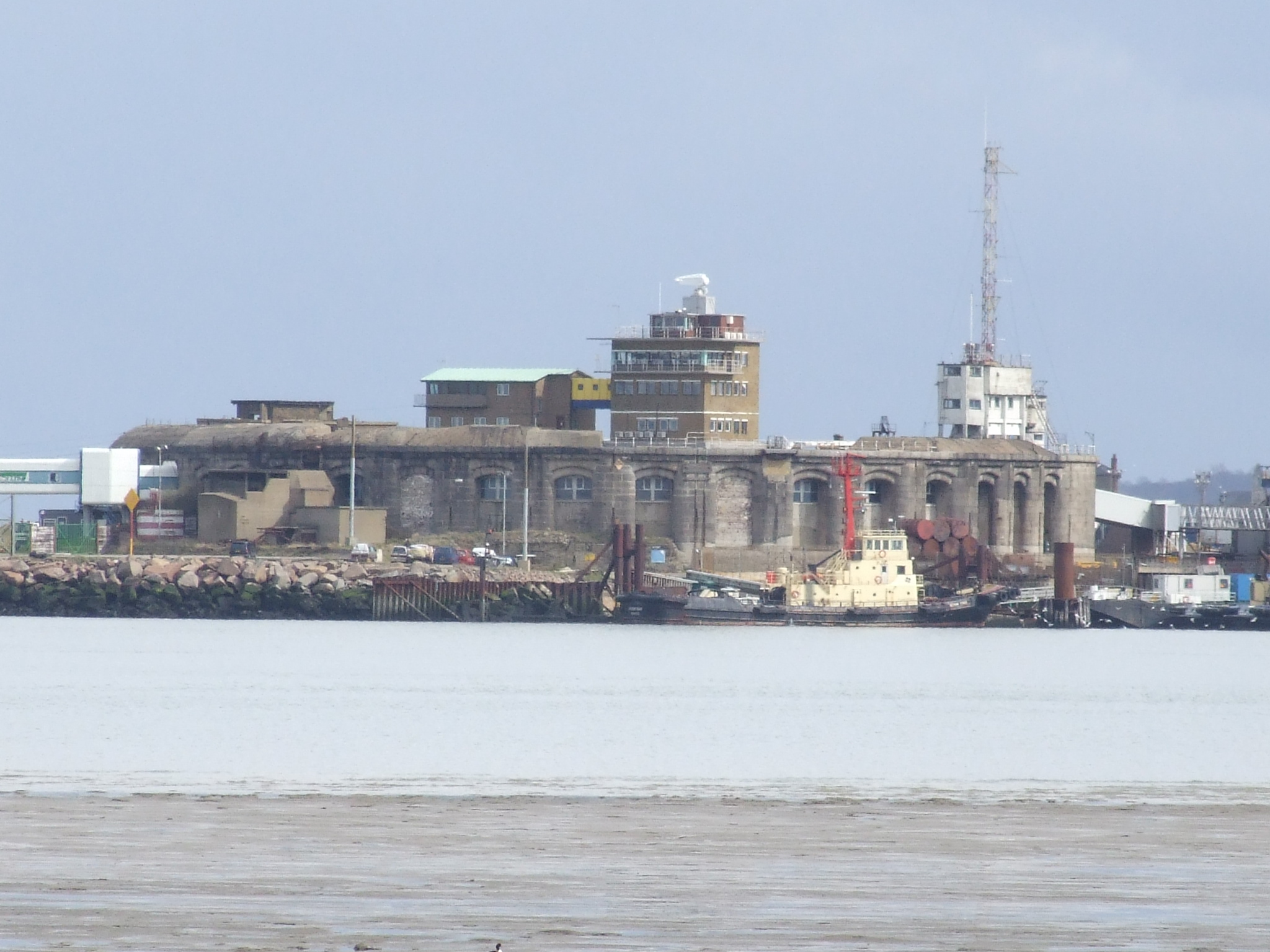
Garrison Point Fort 2008

Garrison Point Fort ist die Ruine eines Artillerieforts am Ende der Garrison Point Peninsula, einer Halbinsel in Sheerness auf der Isle of Sheppey in der englischen Grafschaft Kent. Die in den 1860er-Jahren als Antwort auf eine befürchtete französische Invasion erbaute Anlage war die letzte einer Reihe von Artilleriebatterien, die seit dem 16. Jahrhundert an dieser Stelle existierten. Von dieser Position aus konnte man die strategisch wichtige Mündung des River Medway in die Themse überwachen. Es handelt sich um ein seltenes Beispiel für ein zweireihiges Kasemattenfort – eines von nur zwei seiner Art im Land. In anderer Hinsicht entspricht seine Anlage der verschiedener anderer Forts am Unterlauf der Themse. Das Fort blieb bis 1956 in Betrieb und dient heute den Docks in Sheerness als Hafeneinrichtung.

## Strategischer Zusammenhang

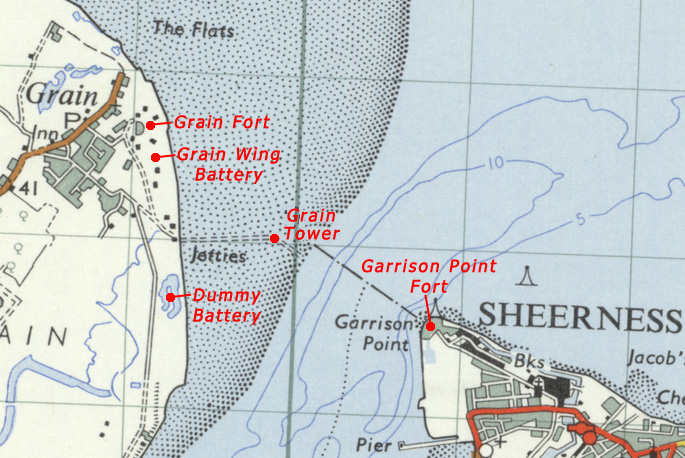
Karte der Festigungen an der Einfahrt zum River Medway

Das Fort wurde als Antwort auf den Marinerüstungswettlauf zwischen dem Vereinigten Königreich und Frankreich erbaut. Die britische Küstenverteidigung war seit den Koalitionskriegen nicht mehr wesentlich modernisiert worden, aber eine neue Generation von exakt feuernden und kräftigen Geschützen, die auf schnellen, gut manövrierbaren und eisengepanzerten Kriegsschiffen montiert waren, hatte die existierenden Forts aus dem 18. und 19. Jahrhundert entlang der britischen Küstenlinie wertlos gemacht. Die Themse wurde als teilweise verwundbar angesehen. Sie war eine der wichtigsten Handelsrouten des Landes und an ihr lagen etliche wichtige Marineeinrichtungen, z. B. die Ausrüstungshöfe von Deptford, die Waffenfabriken des Woolwich Arsenal, die Werften von North Woolwich und die Magazine in Purfleet.
Die Antwort der Regierung auf die erhöhte Bedrohung war die Berufung der Royal Commission on the Defence of the United Kingdom, die 1860 einen weitreichenden Bericht veröffentlichte. Darin wurde die Forderung aufgestellt, viele der existierenden Forts zu modernisieren oder gänzlich neu zu errichten, und zwar so, dass von ihnen aus strategisch besonders wichtige und verletzliche Punkte entlang der Küstenlinie überwacht werden könnten. Insgesamt entstanden etwa 70 Forts und Batterien an der englischen Küste in Folge dieses Berichtes.
Garrison Point war schon lange befestigt. Ein quadratisches Blockhaus war dort 1547, in der Regierungszeit Heinrichs VIII. gebaut worden. Es sollte gerade durch ein neues Fort ersetzt werden, als es im Juni 1667 beim Überfall im Medway im Zuge des Zweiten englisch-niederländischen Krieges zerstört wurde. Es wurde 1669 nach Plänen von Bernard de Gomme, der auch Tilbury Fort weiter flussaufwärts entworfen hatte, wieder aufgebaut. Zwei zusätzliche Festungen, die Half Moon Battery und die Cavalier Battery, wurden später angebaut, um die Verteidigungsanlage zu verstärken. Die Royal Commission forderte, De Gommes Festung aus roten Ziegeln und die beiden später errichteten Batterien, die modernen Geschützen nicht widerstehen konnten, durch ein gepanzertes Artilleriefort an gleicher Stelle zu ersetzen. Reichweite und Feuerwinkel seiner Kanonen würden sich mit denen von Grain Fort und Grain Tower (und der späteren Grain Wing Battery und Dummy Battery) auf der anderen Seite des River Medway, auf der Isle of Grain, überschneiden.

## Bau und Layout
Der Bau begann im Februar 1861 und wurde bis zur Installation der letzten Panzerung im Juni 1872 fortgeführt. Damals war etwa die Hälfte der Geschütze bereits installiert. Das neue Fort hatte die Form eines Halbkreises, eines von nur zwei seiner Art im Festungsprogramm der 1860er-Jahre. Das andere war Fort Picklecombe in Cornwall. Es hatte zwei Geschützebenen, jede davon mit 17 granitverkleideten Kasematten, in denen 36 schwere Geschütze hinter 2000 Tonnen Eisenpanzerung installiert wurden. Weitere zwei Geschütztürme waren auf dem Dach geplant, wurden aber nie gebaut. Die Magazine lagen im Untergrund im Keller des Forts. Der größte Teil des Gebäudes wurde in Ziegelbauweise erstellt, es gab aber auch Bauteile aus Beton. Mauern und Piers sind 4,4 Meter dick. Die halbkreisförmig angeordneten Kasematten sind nach hinten durch eine Reihe gut zu verteidigender Gebäude aus Werksteinblocks (Kentish Ragstone) abgeschlossen, die Schießscharten und Geschützpforten in den Flanken besitzen, um die Nahverteidigung des Forts zu ermöglichen. Ein Paradeplatz war in der Mitte des Forts angeordnet.

## Geschichte des Einsatzes

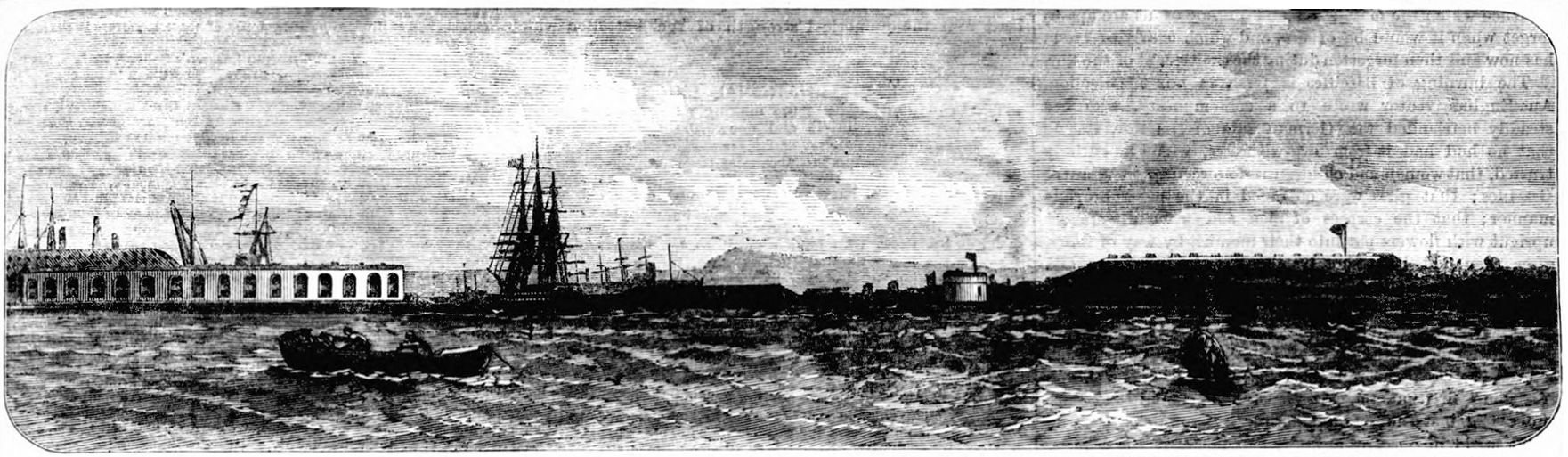
Forts an der Mündung des River Medway (Gravierung von 1870).

Garrison Point Fort war anfänglich mit 9″- und 10″-Vorderladergeschützen mit gezogenen Läufen ausgestattet. 1880 wurde diese Bewaffnung um 11″- und 12,5″-Geschütze gleicher Bauart ergänzt. Eine Brennan-Torpedostation für drahtgeführte Torpedos wurde 1884 hinzugefügt und blieb bis 1906 im Einsatz. Die Vorderladergeschütze waren Ende des 19. Jahrhunderts überflüssig und wurden 1896 entfernt, die Kasematten in Kasernen und Lager umgewandelt. 1909 wurden zwei 6″-Mark-VII-Hinterladerkanonen auf dem Dach des Forts montiert und 12-Pfünder-Schnellfeuerkanonen in einer niedrigeren Reihe der Kasematten.
Ein Suchscheinwerfer für die Küstenartillerie und ein Betonmagazin wurden im Ersten Weltkrieg östlich des Forts gebaut, zusammen mit einer Maschinengewehr-Pillbox, die heute nicht mehr erhalten ist. Garrison Point Fort blieb auch im Zweiten Weltkrieg im Einsatz und wurde mit zwei 6-Pfünder-Schnellfeuerkanonen zur Bekämpfung schnellfahrender Angreifer, wie Schnellboote und Zerstörer, ausgerüstet. Eine dieser Kanonen wurde auf dem Dach des Forts installiert und die andere vor der Front der Kasematten. Neue Geschützstandorte, Geschütztürme, ein Magazin und ein Suchscheinwerfer wurden in dieser Zeit hinzugefügt. 1944 hatte sich die Gefahr einer Invasion oder eines Angriffs von See her verringert, sodass das Fort vorläufig außer Dienst gestellt werden konnte.
Nach dem Krieg diente das Fort dem Royal Navy Auxiliary Service als Notfallhafenkontrollzentrum im Falle eines Atomkrieges. Teile des nicht mehr benötigten Magazins wurden in einen Atombunker für Offiziere umgewandelt. 1956, als das Vereinigte Königreich sein Küstenverteidigungsprogeamm nicht mehr fortsetzen wollte, wurde Garrison Point Fort endgültig außer Dienst gestellt und an die Eigner des angrenzenden Docks von Sheerness verkauft.

## Heute
Seit 1977 ist das Fort als historisches Bauwerk II. Grades gelistet und ist Teil eines größeren Systems von Verteidigungsanlagen in Sheerness, die als Scheduled Monument gelten. Garrison Point Fort gehört der Medway Ports Ltd, den Betreibern der Docks in Sheerness, und ist nicht öffentlich zugänglich, da es auf dem Gebiet des Hafens liegt. Einige Veränderungen wurden am Fort vorgenommen, damit es als Dockanlage nutzbar ist. In den 1980er-Jahren diente es eine Zeitlang als Terminal für den heute eingestellten Fährdienst zum europäischen Festland, was die Installation eines Fußweges durch die Kasematten zu den Fähren bedingte. Ein Radarturm für die Navigation wurde 1962 auf dem Dach des Forts angebracht.
Garrison Point Fort befindet sich angeblich in einem Stadium „langsamen Verfalls“, sodass es in das Heritage-at-Risk-Register aufgenommen wurde. Auch wenn die Einrichtung des Forts größtenteils entfernt wurde, findet man doch noch Spuren der ursprünglichen Ausstattung. Von der Brennan-Torpedostation und den zugehörigen Ausfahrtschienen ist noch etliches erhalten, wenn es auch bereits stark korrodiert ist. Die Struktur des Forts ist zwar prinzipiell noch in Ordnung, aber sein Dach und sein Inneres sind schon stark verfallen.